# Gauklerfestival Lenzburg

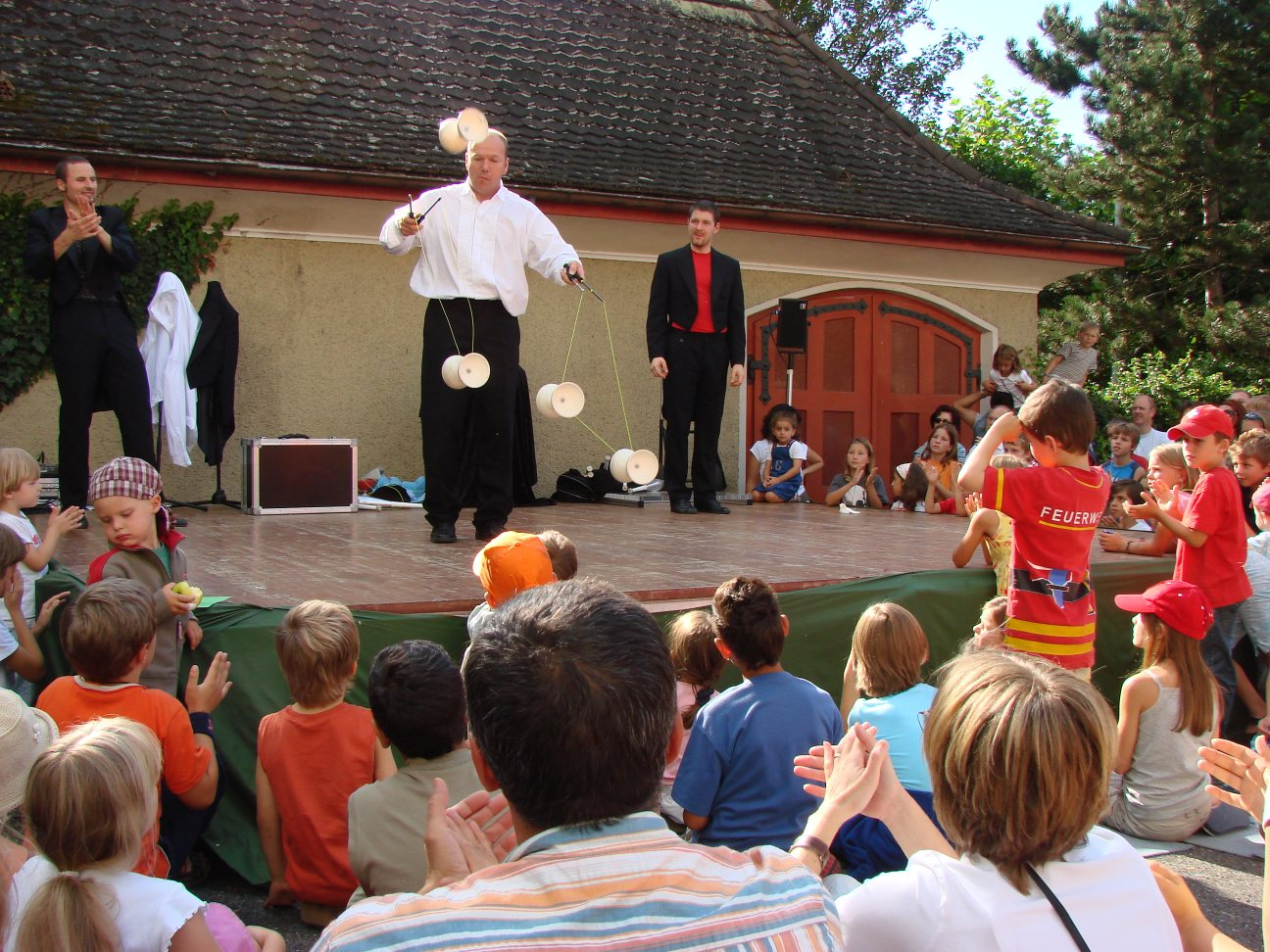
Die 3 Jongleure 2007 bei ihrer Aufführung.

Das Gauklerfestival Lenzburg (auch Lenzburger Gauklerfestival genannt) ist ein internationales Festival für Gaukler, Zauberkünstler, Akrobaten, Clowns, Jongleure, Pantomimen, Stelzenläufer und andere Strassen- und Kleinkünstler. Es findet seit 1993 jährlich in der Altstadt von Lenzburg in der Schweiz jeweils Mitte August statt.

## Entwicklung
Das Lenzburger Gauklerfestival wurde ursprünglich von einigen Geschäften im Stadtzentrum mit Unterstützung einer Werbeagentur gegründet. Nach einigen erfolgreichen Jahren übergaben sie die Verantwortung an ein unabhängiges, ehrenamtlich arbeitendes Organisationskomitee. Seitdem ist das Festival unaufhaltsam gewachsen, die Stadt Lenzburg und ortsansässige Firmen unterstützen es als Sponsoren.
In den letzten Jahren hat sich das Festival zur grössten Veranstaltung dieser Art in der Deutschschweiz entwickelt: Rund zwanzig Künstler und Künstlergruppen auf hohem internationalen Niveau (wie Olli Hauenstein, Peter Shub, Starbugs Comedy, Gogol & Mäx) ziehen 10.000–14.000 Besucher aus Deutschschweiz und Süddeutschland an.
Das Lenzburger Gauklerfestival dauerte ursprünglich drei Tage, von Donnerstag bis Samstag, seit 2003 vier Tage bis Sonntag. Seit 1999 gibt es eine Comedy-Nacht, mit der das Festival eröffnet wird. Alle Besucher haben freien Eintritt, mit Ausnahme bei der Comedy-Nacht. Die Künstler treten auf mehreren Bühnen und in den Gassen der Altstadt auf und erbitten nach ihrer Darbietung das seit Jahrhunderten übliche Hutgeld.